# Meri Avsenak Pogačnik
Meri Avsenak Pogačnik, roj. Marija Avsenak, slovenska šansonjerka in glasbena urednica, * 9. april 1950, Brežice.
Diplomirala je na glasbenem oddelku Pedagoške fakultete v Ljubljani, zatem pa delovala kot glasbeni pedagog. Leta 1976 se je zaposlila kot urednica zabavne glasbe Radia Ljubljana, leta 1982 pa je kot pevka šansonov začela prirejati samostojne koncerte, predvsem v sodelovanju s skladateljem, pianistom in aranžerjem Bojanom Adamičem, ki je zanjo uglasbil mnogo besedil.

## Nastopi na glasbenih festivalih

### Melodije morja in sonca
- 1978: Čao Ljubljana (Bojan Adamič - Dušan Bižal - Bojan Adamič)
- 1979: Ne grem domov (Bojan Adamič - Dušan Bižal - Bojan Adamič)

### Slovenska popevka
- 1979: Ste poznali tisto Meto? (Bojan Adamič - Dušan Bižal - Bojan Adamič)

### Jugoslovanski šanson - Rogaška(od leta 1985 do 1990)
- 1990: Nekdo drug (Bojan Adamič/Miša Čermak/Bojan Adamič)